# 古川高晴
古川高晴（日语：／ Takaharu Furukawa，1984年8月9日—），是一名出生于日本青森县的男子射箭运动员。他曾参加过2004年、2008年、2012年、2016年和2020年5届夏季奥运會。2012年夏季奥林匹克运动会，他在男子个人赛获得了银牌。